# Batarà bicolor
El batarà bicolor (Dysithamnus occidentalis) és una espècie d'ocell de la família dels tamnofílids (Thamnophilidae).

## Hàbitat i distribució
Habita els boscos dels Andes al sud-oest de Colòmbia i est d'Equador.